# 2020年金馬國際影展
2020年金馬國際影展是在2020年11月6日至22日，於臺灣的台北舉辦。
因受到冠狀病毒病疫情的衝擊下，臺北金馬影展執行委員會於2020年3月18日發出公告金馬奇幻影展停辦一屆，並將部分電影作品移至該屆金馬國際影展放映。

## 評審團

### 國際影評人費比西獎
- 埃內斯托·迪亞茲馬丁涅茲：電影評論人。
- 傑森·譚·利瓦格：電影評論人、策展人。
- 黃以曦：電影評論人、策展人。

### 亞洲電影奈派克獎
- 陳俊蓉：策展人。
- 李家驊：導演。
- 張硯拓：電影評論人。

## 開閉幕片
以下電影被選定為開閉幕片：
| 中文片名       | 導演   | 製作國   |
| -------------- | ------ | -------- |
| 《同學麥娜絲》 | 黃信堯 | 中華民國 |
| 《腿》         | 張耀升 | 中華民國 |
| 《手捲煙》     | 陳健朗 | 香港     |
| 《狂舞派3》    | 黃修平 | 香港     |

## 特別放映
以下電影被選定為該單元：
| 中文片名                 | 導演                | 製作國            |
| ------------------------ | ------------------- | ----------------- |
| 《返校》（第1集、第2集） | 莊翔安              | 中華民國          |
| 《星際大騙局之登月計劃》 | 徐漢強、馬可·洛可可 | 中華民國、 阿根廷 |

## 金馬獎入圍影片
以下電影被選定為第57屆金馬獎入圍影片：
| 中文片名              | 原文片名              | 導演           | 製作國            |
| --------------------- | --------------------- | -------------- | ----------------- |
| 《同學麥娜絲》        | 《同學麥娜絲》        | 黃信堯         | 中華民國          |
| 《腿》                | 《腿》                | 張耀升         | 中華民國          |
| 《消失的情人節》      | 《消失的情人節》      | 陳玉勳         | 中華民國          |
| 《無聲》              | 《無聲》              | 柯貞年         | 中華民國          |
| 《日子》              | 《日子》              | 蔡明亮         | 中華民國          |
| 《大桔大利 闔家平安》 | 《大桔大利 闔家平安》 | 林志儒         | 中華民國          |
| 《親愛的房客》        | 《親愛的房客》        | 鄭有傑         | 中華民國          |
| 《逃出立法院》        | 《逃出立法院》        | 王逸帆         | 中華民國          |
| 《怪胎》              | 《怪胎》              | 廖明毅         | 中華民國          |
| 《孤味》              | 《孤味》              | 許承傑         | 中華民國          |
| 《刻在你心底的名字》  | 《刻在你心底的名字》  | 柳廣輝         | 中華民國          |
| 《打噴嚏》            | 《打噴嚏》            | 柯孟融、戚家基 | 中華民國          |
| 《馗降：粽邪2》       | 《馗降：粽邪2》       | 廖士涵         | 中華民國          |
| 《迷走廣州》          | 《迷走廣州》          | 陸慧綿         | 中華民國          |
| 《嗨！神獸》          | 《嗨！神獸》          | 池家慶         | 中華民國          |
| 《今宵多珍重》        | 《今宵多珍重》        | 彭文淳         | 中華民國、 新加坡 |
| 《你是豬》            | 《你是豬》            | 黃明志         | 马来西亚          |
| 《南巫》              | 《南巫》              | 張吉安         | 马来西亚          |
| 《男兒王》            | 《男兒王》            | 王國燊         | 新加坡、 马来西亚 |
| 《手捲煙》            | 《手捲煙》            | 陳健朗         | 香港              |
| 《狂舞派3》           | 《狂舞派3》           | 黃修平         | 香港              |
| 《幻愛》              | 《幻愛》              | 周冠威         | 香港              |
| 《墮胎師》            | 《墮胎師》            | 陳果           | 香港              |

* 可角逐費比西獎。
‡ 可角逐奈派克獎。

## 華語透視界
| 中文片名               | 原文片名               | 導演             | 製作國                 |
| ---------------------- | ---------------------- | ---------------- | ---------------------- |
| 《一家之主》           | 《一家之主》           | 王希捷           | 中華民國               |
| 《一時一時的》         | 《一時一時的》         | 葉瑞良           | 马来西亚               |
| 《造口人》             | 《造口人》             | 洪榮杰           | 香港、 瑞士、 中国大陆 |
| 《夜香·鴛鴦·深水埗》   | 《夜香·鴛鴦·深水埗》   | 梁銘佳、凱特萊利 | 香港                   |
| 《銀簪子》             | 《銀簪子》             | 蕭菊貞           | 中華民國               |
| 《願未央》             | 《願未央》             | 朱天文           | 中華民國               |
| 《削瘦的靈魂》         | 《削瘦的靈魂》         | 朱賢哲           | 中華民國               |
| 《唬爛三小》           | 《唬爛三小》           | 黃信堯           | 中華民國               |
| 《季候風》             | 《季候風》             | 嚴京威           | 中華民國、 马来西亚    |
| 《斌斌》               | 《斌斌》               | 韓豈杰           | 中華民國               |
| 《箱子》               | 《箱子》               | 蔡怡芬           | 中華民國               |
| 《一抔黃土》           | 《一抔黃土》           | 曾威量           | 新加坡                 |
| 《一一》               | 《一一》               | 曾翠珊           | 香港、 新加坡          |
| 《窩卡》               | 《窩卡》               | 温晴             | 中華民國               |
| 《自由廣場》           | 《自由廣場》           | 林木材           | 中華民國               |
| 《女性的復仇》         | 《女性的復仇》         | 蘇匯宇           | 中華民國               |
| 《此岸：一個家族故事》 | 《此岸：一個家族故事》 | 吳梓安           | 中華民國               |

## 焦點導演：亞倫帕克
| 中文片名               | 原文片名             | 導演      | 製作國               |
| ---------------------- | -------------------- | --------- | -------------------- |
| 《烈血大風暴》         | Mississippi Burning  | 亞倫·帕克 | 美国                 |
| 《天使心》             | Angel Heart          | 亞倫·帕克 | 英国、 加拿大、 美国 |
| 《鳥人》               | Birdy                | 亞倫·帕克 | 美国                 |
| 《平克佛洛伊德：迷牆》 | Pink Floyd: The Wall | 亞倫·帕克 | 英国                 |
| 《名揚四海》           | Fame                 | 亞倫·帕克 | 美国                 |
| 《午夜快車》           | Midnight Express     | 亞倫·帕克 | 英国、 美国          |
| 《龍蛇小霸王》         | Bugsy Malone         | 亞倫·帕克 | 英国                 |

## 獎項
亞洲電影促進聯盟
- 奈派克獎：《南巫》
- 亞洲電影觀察團推薦獎：《南巫》

國際影評人費比西獎
- 得獎作品：《南巫》

## 外部連結
- 金馬國際影展（页面存档备份，存于）